# Kökö Temür
Kökö Temür (čínsky: znaky zjednodušené 扩廓帖木尔, tradiční 擴廓帖木爾; 1330?–1375) vlastním jménem Wang Pao-pao (čínsky: znaky 王保保, pchin-jin Wáng Bǎobǎo) byl vojevůdce říše Jüan smíšeného čínsko-mongolského původu. Roku 1362 po smrti svého strýce Čagana Temüra zdědil jeho postavení i armádu a stal se nejsilnějším vojevůdcem v severní Číně. Ubránil se tlaku konkurenčních mongolských generálů za cenu rezignace na boj s povstáním rudých turbanů a později i rozchodu s jüanskou vládou. Ofenzíva čínské říše Ming v letech 1368–1372 přinesla vyhnání Mongolů včetně Köka z Číny a jeho smíření se s mongolským vládcem. Společně roku 1372 odrazili čínskou invazi do Mongolska, ale už o tři roky později Kökö zemřel.

## Život
Kökö Temür byl synem čínského otce příjmením Wang a mongolské matky, sestry Čagana Temüra, jüanského regionálního vojevůdce bojujícího proti povstání rudých turbanů i konkurujícím velitelům. Žil v provincii Che-nan, než počátkem 60. let získal od jüanského dvora jméno Kökö Temür, nosil čínské jméno Wang Pao-pao.
Jeho strýc Čagan Temür, ovládající valnou část Che-nanu a Šan-si, neměl dědice, proto Köka adoptoval a vychoval jako syna. Naučil ho jak čínské vzdělanosti, tak mongolskému vojenskému umění. Kökö sám byl hrdinského založení a přejal mongolský ideál stepního válečníka. Když roku 1361 doprovázel transport rýže do Ta-tu, přijal jej císař Togon Temür a udělil mu jméno Kökö Temür, čímž Kökö definitivně přijal mongolskou identitu. Vždy věrně sloužil jüanské věci, i když si tím vysloužil opovržení Číňanů.
Po smrti Čagana Temüra, zavražděného v červenci 1362 při obléhání I-tu v Šan-tungu, se osiřelé vojsko podřídilo Kökövi, jüanský dvůr jeho nástupnictví uznal udělením přiměřených titulů. Kökö dočistil Šan-tung dobytím města, přičemž sťal zajaté Tchien Fenga a Wang Š'-čchenga, generály zodpovědné za vraždu Čagana. Pak byla oblast od Šan-tungu až po Šen-si na severozápadě víceméně v jeho rukou.
S postavením Čagan Temüra zdědil Kökö i jeho nepřátele, především Boloda Temüra, jenž se opíral o základnu v Ta-tchungu v severním Šan-si. S vyhrocením sporu s ním se Kökö přesunul do Tchaj-jüanu. V nastalé válce o kontrolu nad Šan-si získal Kökö převahu, která roku 1364 vyústila v Bolodův ústup do Ta-tu (sídlo jüanského císaře, dnešní Peking) a převzetí kontroly nad dvorem. Korunní princ Ajuširidara, s Bolodem znepřátelený, se ve strachu ze zavraždění uchýlil pod Kökövu ochranu. Bolodova tvrdá vláda vyvolala u dvora silný odpor, který v srpnu 1365 vyústil v jeho zabití na příkaz císaře. Poté Kökö Ajuširiridaru doprovodil zpět do Ta-tu a za odměnu získal titul knížete Che-nanu.
Po čase se znechucen dvorskou politikou vrátil do Che-nanu s rozkazem zlikvidovat povstání rudých turbanů na Jang-c’-ťiang. Ale někteří jüanští velitelé se severozápadu se mu protivili, mezi jinými především dřívější Čaganův spojenec Li S'-čchi a bývalí Bolodovi důstojníci ze Šen-si – Čang Liang-pi, Törebeg a Kchung Sing. Vtáhnut do bojů s nimi, nemohl se odkrýt tažením na jih proti Rudým turbanům. A tak za bezmocného přihlížení vlády jüanští generálové neválčili s rebely, ale mezi sebou.
Kökö byl od začátku 60. let do smrti roku 1375 nejsilnějším, nejúspěšnějším a nejloajálnějším jüanským generálem, ale většinu svých sil a energie musel věnovat boji proti konkurentům uvnitř jüanského státu. Postupně se navíc odcizil s dvorem a Ajuširidarou. Loajalistická část jeho důstojníků jej poté opustila a nakonec v únoru 1368 císař přikázal ostatním severním vůdcům zničit ho. Kökö však nepřátele porazil a udržel si dominanci na severu. Ne však na dlouho.
Mingská ofenzíva v létě a na podzim 1368 smetla mongolské síly v severočínské nížině, po opakovaných porážkách Kökö ztratil Che-nan i Šan-si a ustoupil na severozápad do Kan-su. Čínský postup pokračoval i roku 1369 a následující rok, když zemřel Togon Temür a Ajuširidara se stal velikým chánem Mongolů a císařem říše Jüan, Kökö Temür pod mingským tlakem uprchl z Číny do mongolské metropole Karakorumu k novému císaři a smířil se s ním. Poté mu věrně sloužil, opakované mingské nabídky na spolupráci odmítl. Vedl mongolská vojska při velké mingské porážce roku 1372. Zemřel roku 1375, o tři roky později zahynul i Ajuširidara. Jejich úmrtí výrazně oslabily Mongoly, kteří ztratili jakoukoli naději na znovudobytí Číny.